# Anna Müller-Lincke

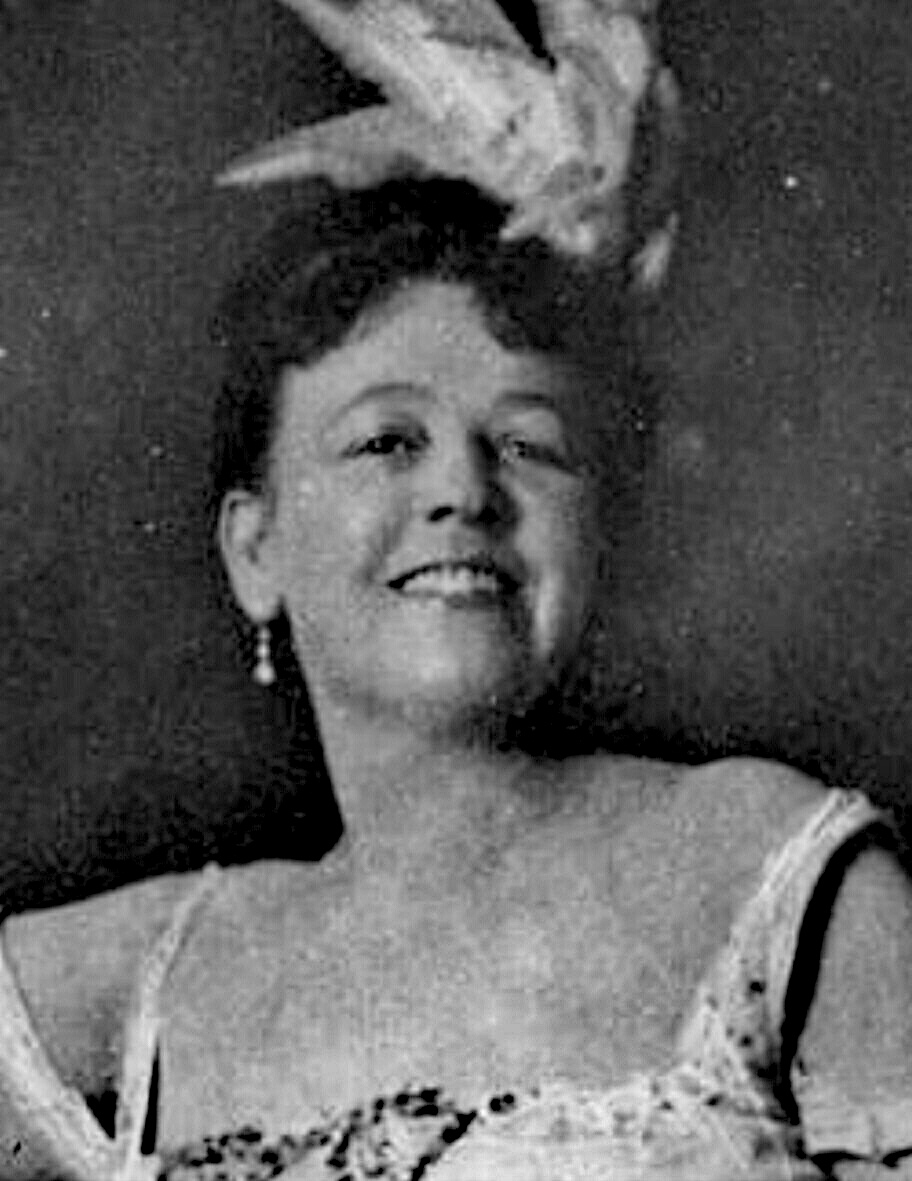
Anna Müller-Lincke

Anna Müller-Lincke, gebürtig Anna Marie Luise Müller (* 8. April 1869 in Berlin; † 24. Januar 1935 ebenda), war eine deutsche Soubrette und Bühnen- und Filmschauspielerin. 

## Leben
Anna Müller-Lincke soll bereits mit vier Jahren eine Kinderrolle auf der Bühne gespielt haben. Bevor sie zum Stummfilm wechselte, war sie eine bekannte Soubrette und Bühnenschauspielerin. Unter anderem spielte sie im Ostend-Theater in Berlin in der Großen Frankfurter Straße. Dort lernte sie 1885 den damaligen Fagottisten und späteren Operettenkomponisten Paul Lincke kennen und heiratete ihn 1893. 1898 wurde die Ehe wieder geschieden.
Außerdem spielte sie am Victoria-Theater, dem Belle-Alliance-Theater, im Central-Theater, Adolf-Ernst-Theater und sieben Jahre an dem renommierten Metropol-Theater und Lessingtheater. Auftritte führten sie nach Frankreich, Holland, Dänemark, Russland sowie nach Nord- und Südamerika.
Seit 1910 trat sie auch in Stummfilmen auf und konnte dort in Komödien, darunter auch neben dem späteren Regisseur Ernst Lubitsch, erfolgreich reüssieren. Als ehemalige Sängerin bereitete ihr der Beginn des Tonfilms keine Schwierigkeiten. Sie spielte in so bekannten Produktionen wie Der wahre Jakob, Lumpenball und Hitlerjunge Quex.

## Filmografie (Auswahl)
- 1910: Bundrika, die Negerköchin
- 1913: Seine Kammerjungfer
- 1913: Tangofieber
- 1913: Wo ist Coletti?
- 1913: Das verschleierte Bild von Groß-Kleindorf
- 1914: Die Firma heiratet
- 1914: Hans und Hanni
- 1915: Frau Annas Pilgerfahrt
- 1915: Hampels Abenteuer
- 1915: Zofenstreiche
- 1915: Musketier Kaczmarek
- 1915: Der Barbier von Filmersdorf
- 1919: Anna mit'n Flimmerfimmel
- 1916: Teddy im Schlafsofa
- 1925: Sündenbabel
- 1926: Die Wiskottens
- 1929: Was eine Frau im Frühling träumt
- 1929: Die Garde-Diva
- 1929: Rosen blühen auf dem Heidegrab
- 1929: Kehre zurück! Alles vergeben!
- 1930: Die blonde Nachtigall
- 1930: Die große Sehnsucht
- 1930: Lumpenball
- 1931: Die Faschingsfee
- 1931: Berlin – Alexanderplatz
- 1931: Arme, kleine Eva
- 1931: Der wahre Jakob
- 1931: Mein Leopold
- 1932: Kuhle Wampe oder: Wem gehört die Welt?
- 1933: Liebe muß verstanden sein
- 1933: Hitlerjunge Quex
- 1933: Keine Angst vor Liebe
- 1934: Carlos schönstes Abenteuer
- 1934: Zwischen zwei Herzen